# さよなら私のクラマー
『さよなら私のクラマー』（さよならわたしのクラマー）は、新川直司によるサッカー漫画。『月刊少年マガジン』（講談社）にて、2016年6月号から2021年1月号まで連載された。

## 作風・製作
高等学校を舞台に女子サッカーの世界を描いたサッカー漫画。作者の新川が元々サッカー好きであり、前作の『四月は君の嘘』の連載終了後に「思いっきり動きのあるものを描きたい」との希望があったことや、前々作の『さよならフットボール』において男子の間に交じってサッカーを続ける女子中学生の姿を描いたこともあり、女子サッカーを応援したいという考えから連載が決まった。
作品の執筆に際しては高校の女子サッカー部やクラブチームの取材を行っており、作中にもそれを反映した環境面などのシビアな事情が描かれている。一方、担当編集によれば女子サッカー界に対して特別に問題提起をし続けたいわけではなく、あくまでもスポーツに情熱を傾ける少女たちの姿を描きたいとしている。なお、本作には『さよならフットボール』の主人公・恩田希が主要登場人物として登場するが、これについては「昔からのファンの方へのサプライズ」としている。
なお、作品タイトルのクラマーとは、ドイツのドルトムント出身のサッカー選手・サッカー指導者のデットマール・クラマーのことを指している。クラマーは、1960年に来日して日本サッカー界初の外国人コーチとなり、サッカー日本代表の基礎を作った人物でもある。日本サッカーリーグの創設にも尽力したことから、「日本サッカーの父」とも称された。

## ストーリー
川口伊狩中学3年の女子サッカー部の主将・周防すみれは、周囲に恵まれず最後の公式戦で敗れるが、ライバルの曽志崎緑から一緒のチームに行こうと誘いを受ける。2人は女子サッカーの強豪チームではなく埼玉県立蕨青南高校へ進学し、同校の女子サッカー部に入部することになるが、傑出した才能を持つ無名の恩田希をはじめ個性的な選手たちが揃う。
元日本女子代表で卒業生でもある能見奈緒子が蕨青南の新コーチ就任早々に、国内屈指の強豪である久乃木学園高校との練習試合を組んできた。試合は零封を厳命された井藤春名や佃真央らを擁する久乃木に開始早々から実力差を見せつけられ大量失点。蕨青南も恩田や曽志崎を軸にして反撃の糸口を掴もうと奮闘するも、終了間際の得点は認められず0-21の大差で敗れる。
だが、その果敢なプレーで対戦相手に強い印象を与えることになる。大敗を喫した蕨青南の面々だったが、能見や顧問の深津の杞憂をよそに、それぞれ「打倒久乃木」や「関東大会出場」といった目標を掲げ、例年になく活気づく。
高校総体埼玉県予選に臨む蕨青南イレブンは、曽志崎と周防のホットラインに加え、「ごっつあんゴーラー」の異名をとる白鳥綾の力もかみ合い快進撃を続ける反面、恩田だけが久々の公式戦とあって気持ちを高ぶらせるも、空回りしていた。こうした状況の中、決勝トーナメント初戦で優勝候補筆頭の浦和邦成高校との対戦を迎える。しかしワラビーズは惜しくも敗退してしまうものの、技術面では浦和の面々を驚かせた。

## 登場人物
声の項はアニメ版の声優。

### 蕨青南高校
埼玉県蕨市の公立校。女子サッカー部は「ワラビーズ」と称される弱小チームだが、深津や能見を招聘して強化を進めようとしている。男子サッカー部は県内の強豪で、近年は浦和勢の台頭もあり目立った成績を残せずにいたが、学校を挙げて古豪復活に乗り出している。

#### 女子サッカー部
恩田 希（おんだ のぞみ）
声 - 島袋美由利
女子サッカー部の1年生。ポジションはミッドフィールダー（攻撃的ミッドフィールダー）。藤第一中学出身。背番号8。
中学時代は男子サッカー部に所属していたため試合経験が少ないが、監督の後押しもあり女子サッカーの世界に入る。高校でもそれまでと変わらない巧みなボールコントロールと資質の高さを見せており、中学時代には難点だったフィジカルについては男子と対等にプレイできるよう努力し続けてきたことから女子サッカーの舞台ではテクニックの高さも相まって破格ともいえる強みとなっている。その一方でプレーに関与しない場面ではサボり癖を垣間見せており、チームメイトから「お前はメッシか」と評されるほか、好不調の波が激しいところも露呈している。髪型はポニーテール。深津監督からは「ガサツ」と呼ばれているが、料理を含む家事全般に長ける。本作の前日譚にあたる『さよならフットボール』の主人公。
周防 すみれ（すおう すみれ）
声 - 黒沢ともよ
女子サッカー部の1年生。ポジションはフォワード（左ウイング）。川口伊狩中学出身。背番号10。
スピードに優れたウインガー。中学時代は主将を務めていたが周囲から距離を置かれ、実力を発揮することなく終わった。ライバルの曽志崎からの誘いや、黙々と頑張り続ける田勢恵梨子の姿に触発されて蕨青南高校に進学する。一見するとクールだが、毒舌家で気が強い。髪型はショートカット。深津監督からは「ブアイソ」と呼ばれている。
曽志崎 緑（そしざき みどり）
声 - 悠木碧
女子サッカー部の1年生。ポジションはミッドフィールダー（ボランチ）。戸田北中学出身。背番号4。
中学時代に全国大会で3位となり、U-15日本女子代表にも招集される実力者。先輩の桐島千花からの誘いや周囲の反対を振り切って、周防と蕨青南高校に進学した。守備だけでなく、形勢を一変させる展開力やシュート力が持ち味。ツインテールの髪型と、麻呂眉が特徴。オタク気質な一面があり、今は土佐弁に凝っている様子。深津監督からは「オタクマユゲ」と呼ばれている。
越前 佐和（えちぜん さわ）
声 - 若山詩音
女子サッカー部の1年生。藤第一中学出身。背番号13。
幼馴染の恩田、テツ、タケ、ナメックと共に蕨青南高校に進学。中学時代は男子サッカー部のマネージャーを務めていたが、高校では希とともに女子サッカー部に入部する。深津監督からは「チンチクリン」と呼ばれている。アニメ版における狂言回しの役割である。
白鳥 綾（しらとり あや）
声 - 古城門志帆
女子サッカー部の1年生。ポジションはフォワード（センターフォワード）。背番号9。
高飛車なお嬢様キャラで、大言壮語の気があり、自らを「サッカー界のプリマドンナ」「オフサイドラインで生まれた女」と称している。足元での決定力のなさが持ち味であり、時には尻や腹などでゴールを奪う。サッカーの技術には疑問符がつくが、その反面ソフトボールでは高い技術を見せる。深津監督からは「イタリアアコガレ」と呼ばれている。
田勢 恵梨子（たせ えりこ）
声 - 嶋村侑
女子サッカー部の部長で2年生。ポジションはフォワード・ミッドフィールダー。背番号7。
守備も攻撃もそつなくこなす小器用な選手だが、前年秋に上級生が全員退部してしまった後、チームをけん引してきた苦労人。有望な1年生の加入や、能見のコーチ就任によって部が大きく変わろうとしていることに触発されて、関東大会出場を目標に掲げる。
宮坂 真琴（みやさか まこと）
声 - 山田麻莉奈
女子サッカー部の2年生。ポジションはディフェンダー（センターバック）。背番号2。
田勢とは古くからの付き合いで、時には遠慮のない意見を言う。試合以外では眼鏡っ子。
御徒町 紀子（おかちまち のりこ）
声 - 春野杏
女子サッカー部の2年生。ポジションはフォワード・ミッドフィールダー。背番号11。
田勢や宮坂らと行動を共にしている。
岸 歩（きし あゆむ）
声 - 和氣あず未
女子サッカー部の2年生。ポジションはディフェンダー（センターバック）。背番号5。
田勢や宮坂らと行動を共にしている。
菊池 類（きくち るい）
声 - 前田玲奈
女子サッカー部の2年生。ポジションはディフェンダー（右サイドバック）。背番号3。
絵心があり、能見の手掛けた「痛ユニ」に代わり、シンプルな新ユニフォームをデザインする。
小紫 佐織（こむらさき さおり）
声 - 酒井美沙乃
女子サッカー部の2年生。ポジションはディフェンダー（左サイドバック）。
加古川 香梨奈（かこがわ かりな）
声 - 長谷川玲奈
女子サッカー部の2年生。ポジションはゴールキーパー。背番号1。
愛称カコカリ。
平賀美玲（ひらが みれい）
声 - 内藤有海
女子サッカー部の2年生。
加藤愛奈（かとう あいな）
声 - 野中深愛
女子サッカー部の2年生。
朝日奈 珠（あさひな たま）
声 - 田澤茉純
女子サッカー部の1年生。
宇都宮 星羅（うつのみや せいら）
女子サッカー部の1年生。ポジションはゴールキーパー。
深津 吾朗（ふかつ ごろう）
声 - 諏訪部順一
女子サッカー部の顧問。女子サッカーや同部の指導に関心を示さず、競馬雑誌を読みふけっている。その一方で、U-23サッカー日本代表の指導者とも何らかの繋がりがある。
能見 奈緒子（のうみ なおこ）
声 - 甲斐田裕子
女子サッカー部のコーチ。元日本女子代表。蕨青南高校の卒業生。
17歳で代表入りを果たして以来、数々の記録を打立て日本サッカー界を牽引してきた人物。選手時代から「なまはげ能見」の異名で恐れられており、コーチ就任後は深津に代わって熱血指導ぶりを見せている。田勢らによれば日常生活ではルーズな面もある自分達と変わらない普通の人ということだが、一方で独特な美的センスを持ち合わせており、それが基で部全体を巻き込んだ「痛ユニ問題」を引き起こす。

#### 男子サッカー部
飛鳥 永建（あすか えいけん）
声 - 黒田崇矢
男子サッカー部監督。筋肉質の引き締まった体つきが特徴で、筋肉のチェックには余念がない。
「サッカーはフィジカル」を信条としており、女子サッカー部の田勢からの合同練習の申し出を男子サッカー部には何のメリットもないとして撥ねつける。ジム通いが日課。
山田 鉄二（やまだ てつじ）
声 - 内山昂輝、嶋村侑（幼少期）
男子サッカー部の1年生でポジションはミッドフィールダー。藤第一中学出身。
通称、テツ。恩田らとはスポーツ少年団以来のチームメイト。
竹井 薫（たけい かおる）
声 - 逢坂良太、小市眞琴（幼少期）
男子サッカー部の1年生でポジションはフォワード。藤第一中学出身。
通称、タケ。恩田らとはスポーツ少年団以来のチームメイト。
谷 安昭（たに やすあき）
声 - 土屋神葉、古城門志帆（幼少期）
男子サッカー部の1年生でポジションはディフェンダー。江上西中学出身。
通称、ナメック。恩田らとはスポーツ少年団時代のチームメイト。
劇場版は、少年団時代に引っ越して別離れて以来の、中学生としての恩田との再会が物語の中心となる。

### 久乃木学園高校
神奈川県の高校。高校女子サッカー界で何年も頂点に君臨する強豪チームで、「ポゼッション・フットボール」を志向している。アンダー年代の代表選手や代表候補選手を数多く擁する。
井藤 春名（いとう はるな）
声 - 石川由依
女子サッカー部の1年生。ポジションはミッドフィールダー。
10番を背負う左利きのゲームメーカー。パスセンスの高さとボールキープの上手さが特徴で、豊富なアイデアを体現し得る技量を持つことから天才と称されている。髪型はセミショート。同級生の佃とは買い食い仲間。蕨青南の希のプレースタイルには惹かれるものがある様子。中学時代は佃や九谷と同じサッカークラブに所属していたが、指導者の方針により出場機会が少なく、佃の誘いで久乃木に進学した。
佃 真央（つくだ まお）
声 - 小市眞琴
女子サッカー部の1年生。ポジションはディフェンダー（右サイドバック）。
豊富な運動量と攻撃参加が持ち味のパワフルなサイドバック。U-17日本女子代表。髪型はショートカットで後ろ髪を三つ編みにしている。そばかす顔が特徴。桐進高校の大塩に恋心を抱いており、謎のポエム作りに励んでいるが、井藤からは呆れられている。蕨青南の周防とは会う度に喧嘩をする犬猿の仲。何故か度々連絡を取り合っては喧嘩している。
梶 みずき（かじ みずき）
声 - 早見沙織
女子サッカー部の2年生。ポジションはフォワード。
U-15日本女子代表の元主将。上下関係や規律にはかなり厳しく、下級生の井藤や佃をはじめ、U-15代表の後輩の曽志崎は彼女に頭が上がらない。
鷲巣 兼六（わしず けんろく）
声 - 山路和弘
久乃木を率いて夏の高校総体と春の選抜を制した名将。蕨青南コーチの能見とは師弟の間柄で「泣かない赤鬼」の異名で呼ばれる。蕨青南との練習試合後に能見に対して、選手を預かる指導者の責任の重さを説く一方、蕨青南イレブンの健闘を称える。

### 浦和邦成高校
埼玉県内の高校女子サッカーの強豪チーム。高校総体埼玉県予選で8連覇を達成しており、過去2年間の県内大会で無失点を続けるなど鉄壁の守備を有する。
桐島 千花（きりしま ちか）
声 - 牧野由依
女子サッカー部の2年生。ポジションはミッドフィールダー（ボランチ）。戸田北中学出身。
曽志崎の中学時代の先輩で、当時はダブルボランチを組んでいた。試合時には特殊防護ゴーグルを着用している。周防も川口伊狩中学時代に彼女と対戦し、抑えられた経験がある。自分の誘いを断り蕨青南に進学した曽志崎にはわだかまりがある様子。
天馬 夕（てんま ゆう）
声 - 小林愛香
女子サッカー部の2年生。可愛らしい容姿の反面、毒舌家の面がある。蕨青南でコーチを務める能見のファン。
安達太良 アリス（あだたら アリス）
声 - きそひろこ
女子サッカー部の2年生。ボサボサ感のある長髪、長身に猫背が特徴。幕末の土佐国を舞台にしたアニメ『胸きゅん開国』に凝っており、その魅力を熱く語るが周囲からは理解されていない。
財前 奈々美（ざいぜん ななみ）
声 - 小松未可子
女子サッカー部の3年生で、キャプテンを務める。
花房 圭（はなぶさ けい）
声 - 大森日雅
女子サッカーの2年生で、他チームの偵察活動を担当。丸眼鏡に七三分けのようなピッチリした髪型が特徴。蕨青南について曽志崎と周防の動きを警戒するように伝える一方、恩田については「お地蔵さん」と報告する。
海老名 あやめ（えびな あやめ）
声 - 影山優佳（日向坂46）
2年生、ディフェンダー。
小林 葵（こばやし あおい）
声 - 嶋野花
3年生。
遊佐 佳代子（ゆさ かよこ）
声 - 深川芹亜
3年生、中盤右サイドハーフの選手。興蓮館に従姉妹の日向（ひなた）がいる。
後藤田 正弘（ごとうだ まさひろ）
声 - 速水奨
女子サッカー部の監督。小洒落た風体の優男で、2年部員の天馬からは「似非イタリア人」と突っ込まれている。

### 栄泉船橋高校
千葉県内の高校女子サッカーのチーム。経験者の指導に恵まれずとも、部員たちの試行錯誤だけで独自戦術を確立。常勝・久乃木を倒すまでに成長した。
浦川 茜（うらかわ あかね）
女子サッカー部の3年生で、キャプテンを務める。
森乃 つぐみ（もりの つぐみ）
女子サッカー部の3年生。
幼年の頃から一緒にサッカーをしてきた茜の理解者。
国府 妙（こくぶ たえ）
女子サッカー部の2年生。背番号10。
チームの守備戦術を補って余りあり、一人でも相手守備陣をかき乱せる必殺のアタッカー。

### 興蓮館高校
東京都内の高校女子サッカーのチーム。高萩を監督に迎えて以降、選手にも恵まれた上に戦術の確かさで、インターハイを制すほどに急成長。常勝・久乃木から絶対女王の座を奪わんとする。
藤江 宇海（ふじえ うみ）
女子サッカー部の3年生。ポジションはフォワード。背番号10。
新興の興蓮館を士気とプレーで引っ張り続け、チームメイトから慕われる文字通りの大黒柱。交通事故に遭い、3年春から出場できないでいる。天才と認める実妹に期待を込める。
来栖 未加（くるす みか）
女子サッカー部の2年生。ポジションはフォワード。背番号11。
端麗な容姿と育ちの良い気品から一部メディアからも注目されるが、華麗さとは逆で愚直な献身というプレースタイルで藤江姉の居ないチームを牽引するインターハイ得点王。同年である久乃木の梶をライバル視する。
九谷 怜（くたに れい）
声 - 内山夕実
女子サッカー部の1年生。ポジションはディフェンダー（センターバック）。背番号15。
技術的には粗さがあるがフィジカルコンタクトに優れており、身体を張ったプレーが持ち味。高校では戦術の核ともいえる役割を担っている。
井藤や佃とは中学時代のチームメイト。フットサルチーム「ハイリーズ」の選手として、蕨青南と久乃木の即席チームとフットサル大会で対戦した。特に井藤を、ライバル視している一方で詩人と呼び、自分では叶わないそのプレースタイルに憧れている。素の状態で出る八重歯をカワイイと恩田たちから評される。
藤江 梅芽（ふじえ うめ）
女子サッカー部の1年生。背番号21。
文武両道の実姉を誇る反面、比較の対象にされるのを嫌がっていた。その実姉から大きな期待を寄せられている、小柄ながら隠れた大器。
高萩 数央（たかはぎ かずお）
声 - 櫻井孝宏
スペイン、ポルトガルのリーグでもプレーした元日本代表の左ウインガーで女子サッカー部の監督に招聘された。戦術をチームに浸透させ、久乃木の不出場とはいえインターハイを圧倒的に制した。
作中では深津の現役時代を知る、数少ない人物。

### その他
鮫島 幸造（さめじま こうぞう）
声 - 遊佐浩二
藤第一中学サッカー部監督。往年のサッカー選手のペレに準えた教え子の希に、女子サッカー行きを諭した。
戸田北監督
声 - 宮下栄治
戸田北中学女子サッカー部の監督。
恩田 順平（おんだ じゅんぺい）
声 - 白石涼子
恩田希の弟。藤第一中学男子サッカー部に所属。
矢部先生
声 - 矢部浩之（ナインティナイン）
映画版のオリジナルキャラクター。

## 書誌情報
- 新川直司『さよなら私のクラマー』講談社〈講談社コミックス〉、全14巻
  1. 2016年8月17日発売[11]、ISBN 978-4-06-392539-5
  2. 2017年1月17日発売[12]、ISBN 978-4-06-392561-6
  3. 2017年6月16日発売[13]、ISBN 978-4-06-392581-4
  4. 2017年10月17日発売[14]、ISBN 978-4-06-392599-9
  5. 2018年2月16日発売[15]、ISBN 978-4-06-510882-6
  6. 2018年6月15日発売[16]、ISBN 978-4-06-511705-7
  7. 2018年10月17日発売[17]、ISBN 978-4-06-513751-2
  8. 2019年2月15日発売[18]、ISBN 978-4-06-514619-4
  9. 2019年6月17日発売[19]、ISBN 978-4-06-516098-5
  10. 2019年10月17日発売[20]、ISBN 978-4-06-517369-5
  11. 2020年2月17日発売[21]、ISBN 978-4-06-518543-8
  12. 2020年6月17日発売[22]、ISBN 978-4-06-519685-4
  13. 2020年10月16日発売[23]、ISBN 978-4-06-521042-0
  14. 2021年4月1日発売[24]、ISBN 978-4-06-522990-3

## アニメ
2021年4月から6月までテレビアニメシリーズ『さよなら私のクラマー』がTOKYO MXほかにて放送された。同年6月11日に劇場アニメ『映画 さよなら私のクラマー ファーストタッチ』が東映配給により公開される。なお、劇場アニメは当初4月1日に公開予定であった。『さよなら私のクラマー』とその前日譚『さよならフットボール』を原作としており、テレビシリーズでは高校生編、映画では中学生編がそれぞれ描かれる。
テレビアニメ版のクレジット、協力には強豪校の学校法人十文字学園 十文字中学校・高等学校や浦和レッドダイヤモンズ・レディース（WEリーグ所属）のホームスタジアムである浦和駒場スタジアムなど、後援には、JFA、WEリーグ、なでしこリーグの名がある。テレビアニメ版はJFAなど、映画版はスポーツ庁などとコラボを展開している。

### スタッフ
- 原作 - 新川直司『さよならフットボール』 / 『さよなら私のクラマー』[6][5]
- 監督 - 宅野誠起[6][5]
- シリーズ構成（TV） - 高橋ナツコ[6]
- 脚本（映画） - 高橋ナツコ[5]、大草芳樹（協力）[5]、リンリン（協力）[5]
- キャラクターデザイン - 伊藤依織子[6][5]
- サッカー絵コンテ・演出 - 石井輝[6][5]
- サッカー考証 - 大草芳樹[6][5]
- プロップデザイン - 伊藤依織子[6][5]、佐賀野桜子[6][5]
- 美術設定 - 青木智由紀[6][5]、イノセユキエ[6][5]
- 美術監督 - 齋藤幸洋[6][5]
- 色彩設計 - 野地弘納[6][5]
- CGディレクター - 山崎嘉雅（TV）[6]、松嶋古記（映画）[5]
- 画面設計 - 田村仁[6][5]
- 撮影監督 - 棚田耕平[6][5]、後藤晴香[6][5]
- 編集 - 吉武将人[6][5]
- 音響監督 - 鶴岡陽太[6][5]
- 音響効果 - 森川永子[6][5]
- 音響制作 - 楽音舎[5]
- 音楽 - 横山克[6][5]
- 音楽制作 - トイズファクトリー
- 企画協力 - 高見洋平[5]、江田慎一[5]、小田太郎[5]、立花耕[5]、片山裕貴[5]
- プロデューサー - 古川慎（チーフ）、米澤明、本多祐、澤田愛理、野口理香、神谷浩、石川功、杉浦貴則、山岡勇輝、前田吉輝（TV）、小杉宝（映画）
- プロデュース - 斎藤俊輔[5]
- アニメーションプロデューサー - 柴宏和[6][5]
- アニメーション制作 - ライデンフィルム[6][5]
- 製作 -「映画 さよなら私のクラマー」製作委員会（映画）[5]

### 主題歌
「AMBITIOUS GOAL」
小林愛香によるテレビアニメ版のオープニングテーマ。作詞・作曲・編曲はQ-MHz。
「悔しいことは蹴っ飛ばせ」
小松未可子によるテレビアニメ版のエンディングテーマ。作詞・作曲・編曲はQ-MHz。
「空は誰かのものじゃない」
小林愛香による映画版の主題歌。作詞・作曲・編曲はQ-MHz。
「Can you sing along?」
小林愛香による映画版の挿入歌。作詞は田淵智也、作曲・編曲は田代智一。

### 各話リスト
| 話数 | サブタイトル       | 脚本       | 絵コンテ        | 演出                | 作画監督 | 総作画監督                     | 初放送日      |
| ---- | ------------------ | ---------- | --------------- | ------------------- | --- | ------------------------------ | ------------- |
| #1   | みんな             | 高橋ナツコ | 室谷靖          | 室谷靖              | 園田高明 木下裕孝 大原大 黒澤浩美 山村俊了 村長由紀 清水勝祐 三好和也 柑原豆真 梅田香 西川雅史 宇良今日子 柴田健児            | 伊藤依織子 佐賀野桜子 松岡謙治 | 2021年 4月4日 |
| #2   | インパクト         | リンリン   | 坂田純一        | 藤代和也            | 柳瀬譲二 池原百合子 JIANG YONG WU YAO Yang Jihye Min Hyeonsuk                                                                 | 伊藤依織子 佐賀野桜子 松岡謙治 | 4月11日       |
| #3   | 地獄の門           | 大草芳樹   | 岩崎良明        | 石井輝              | 石崎裕子 江上夏樹 岡崎耕太郎 佐々木彩香 坪田慎太郎 雨宮英雄 村長由紀 北島勇樹                                                 | 佐賀野桜子 松岡謙治            | 4月18日       |
| #4   | フロンティア       | 大草芳樹   | 西田正義        | 渡辺正彦            | 興村忠美 浜田勝 樋口純一 | 佐賀野桜子 柑原豆真            | 4月25日       |
| #5   | 恋わずらい         | 高橋ナツコ | 臼井文明 真野玲 | 臼井文明            | 冨田郁子 露木愛里 石山寛 大野勉 Lim Sugyeong Jo Eungyeong                                                                     | 佐賀野桜子 松岡謙治            | 5月2日        |
| #6   | 追う者、追われる者 | リンリン   | 坂田純一        | 横手颯太            | 柳瀬譲二 森悦史 村長由紀 池原百合子 日根野優子 柑原豆真 杜野都 STUDIO MASSKET                                                 | 佐賀野桜子 石崎裕子            | 5月9日        |
| #7   | 躍進のチーム       | リンリン   | 室谷靖          | 室谷靖              | 江上夏樹 石崎裕子 冨田郁子 露木愛里 岡崎耕太郎 柑原豆真 坪田慎太郎 佐々木彩香 木下裕孝 大原大 佐野陽子 梅田香 石山寛 鈴木彩子 | 伊藤依織子 佐賀野桜子 松岡謙治 | 5月16日       |
| #8   | 追いかけてくる過去 | 高橋ナツコ | 久行宏和        | 臼井文明 田中千駿   | 石崎裕子 福島豊明 村長由紀 池原百合子 森悦史 日根野優子 杜野都 柑原豆真 LIM SU KYUNG KIM DA HIE STUDIO MASSKET                | 佐賀野桜子                     | 5月23日       |
| #9   | 赤の軍団           | 大草芳樹   | 岩崎良明        | 渡辺正彦            | 松岡謙治 菊池功一 水野友美子                                                                                                  | 伊藤依織子 佐賀野桜子 柑原豆真 | 5月30日       |
| #10  | 傷だらけの王者     | 大草芳樹   | 西田正義        | 渡辺正彦            | 柑原豆真 興村忠美 浜田勝 小幡公春                                                                                             | 佐賀野桜子 三好和也            | 6月6日        |
| #11  | 隣を走る人         | リンリン   | 西田正義        | 藤代和也            | 冨田郁子 露木愛里 清水勝祐 福島豊明 柑原豆真 Min Hyeonsuk                                                                     | 佐賀野桜子 松岡謙治            | 6月13日       |
| #12  | 野心と選択         | 高橋ナツコ | 宮尾佳和        | 石井輝              | 江上夏樹 石崎裕子 増田俊介 冨田郁子 露木愛里 梅田香 柑原豆真 木下裕孝 武内啓 大原大 Min Hyeonsuk Yang Jihye                   | 佐賀野桜子                     | 6月20日       |
| #13  | 根幹をなすもの     | 高橋ナツコ | 坂田純一        | 渡邊哲也 石郷岡範和 | 露木愛里 冨田郁子 三好和也 岡崎耕太郎 坪田慎太郎 黒澤浩美 柑原豆真 清水勝祐 福島豊明 なまためやすひろ                         | 伊藤依織子 佐賀野桜子          | 6月27日       |

### 放送局
| 放送期間               | 放送時間                     | 放送局       | 対象地域 | 備考                                 |
| ---------------------- | ---------------------------- | ------------ | -------- | ------------------------------------ |
| 2021年4月4日 - 6月27日 | 日曜 23:30 - 月曜 0:00       | TOKYO MX     | 東京都   | 製作参加 / リピート放送あり          |
|                        |                              | BS日テレ     | 日本全域 | BS/BS4K放送 / 『アニメにむちゅ〜』枠 |
| 2021年4月6日 - 6月29日 | 火曜 21:00 - 21:30           | AT-X         | 日本全域 | CS放送 / リピート放送あり            |
| 2021年4月13日 - 7月6日 | 火曜 1:50 - 2:20（月曜深夜） | 九州朝日放送 | 福岡県   |                                      |

| 配信開始日   | 配信時間        | 配信サイト |
| ------------ | --------------- | --- |
| 2021年4月4日 | 日曜 23:30 更新 | dアニメストア |
| 2021年4月9日 | 金曜 23:30 更新 | Amazonプライム・ビデオ ひかりTV dTV GYAO! U-NEXT アニメ放題 TELASA J:COMオンデマンド ABEMA niconico FOD バンダイチャンネル Hulu Rakuten TV ビデオマーケット DMM動画 GYAO!ストア MOVIEFULL Plus HAPPY!動画 クランクイン！ビデオ |

### BD
Blu-rayシリーズが全4巻で発売予定だったが、諸般の事情により中止、新たにBlu-ray BOX（DMPXA-228）が2021年10月27日に発売された。